# Michelle Keegan

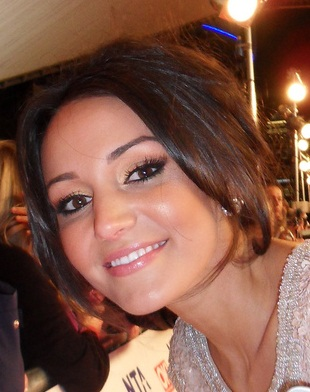
Michelle Keegan (2009)

Michelle Elizabeth Benson Keegan (* 3. Juni 1987 in Stockport, Greater Manchester) ist ein britisches Model und Schauspielerin.

## Leben und Karriere
Michelle Keegan spielte 2008 in dem Film Coronation Street: Out of Africa und in mehreren Fernsehserien. Im Jahr 2015 wählten die Leser des Lifestyle-Magazins FHM sie zur Sexiest Woman, nachdem sie sich bei dieser Abstimmung bereits in den Vorjahren mehrfach auf den vorderen Rängen platzieren konnte.
Keegan ist seit dem 24. Mai 2015 mit dem britischen Radio- und Fernsehmoderator Mark Wright verheiratet.

## Filmografie (Auswahl)
- 2008: Coronation Street: Out of Africa
- 2008–2014: Coronation Street (Fernsehserie, 861 Folgen)
- 2009: Red Dwarf (Fernsehserie, eine Folge)
- 2013: Lemon La Vida Loca (Fernsehserie, eine Folge)
- 2015: Ordinary Lies (Fernsehserie, 5 Folgen)
- 2016: Drunk History (Fernsehserie, eine Folge)
- 2016–2020: Eine Frau an der Front (Our Girl, Fernsehserie, 24 Folgen)
- 2017: Tina and Bobby (Miniserie, 3 Folgen)
- 2018: Strangeways Here We Come
- seit 2019: Brassic (Fernsehserie)
- 2023: Ten Pound Poms (Fernsehserie, 6 Folgen)
- 2024: In ewiger Schuld (Fool Me Once, Fernsehserie, 8 Folgen)